# Амейшоейра (станція метро)
38°46′47″ пн. ш. 9°9′35″ зх. д. / 38.77972° пн. ш. 9.15972° зх. д.
Амейшое́йра (порт. Ameixoeira) — станція Лісабонського метрополітену. Знаходиться у північній частині міста Лісабона, в Португалії. Розташована на Жовтій лінії (або Соняшника), між станціями «Луміар» і «Сеньйор-Роубаду». Станція берегового типу, глибокого закладення. Введена в експлуатацію 27 березня 2004 року в рамках пролонгації метрополітену у північному напрямку до міста Одівелаша. Розташована в першій зоні, вартість проїзду в межаї якої становить 0,75 євро. Назва станції у буквальному перекладі українською мовою означає «слива», що пов'язано з назвою однойменної міської громади, де вона локалізована.

## Опис

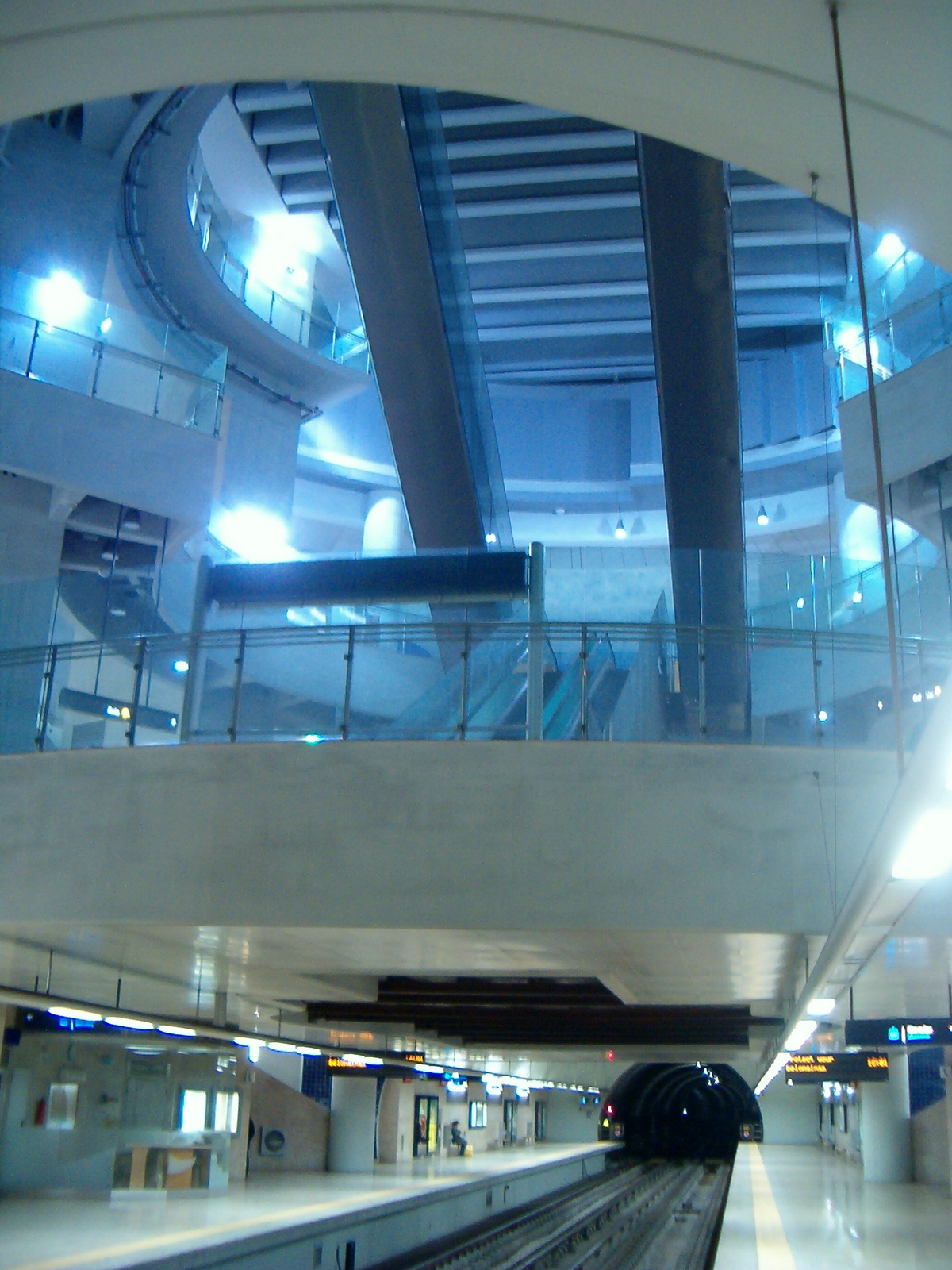
Так званий «колодязь» станції

За декорацією станція нагадує інші 4 станції цього відрізку Жовтої лінії («Кінта-даш-Коншаш», «Луміар», «Сеньйор-Роубаду», «Одівелаш»), оскільки усі вони були побудовані і введені в дію в один і той же час. За архітектурою станція схожа на колодязь, у середині якого знаходяться ескалатори, а по боках — напівкільцеві сходи, що ведуть безпосередньо до посадочних платформ. Архітектор — Robert Mac Fadden, художні роботи виконала Irene Buarque. Станція має лише один вестибюль підземного типу, що має один основний вихід на поверхню, а також ліфт для людей з фізичним обмеженням. На станції заставлено тактильне покриття. 

## Режим роботи[5]
Відправлення першого поїзду відбувається з кінцевих станцій лінії:
- ст. «Рату» — 06:30
- ст. «Одівелаш» — 06:30

Відправлення останнього поїзду відбувається з кінцевих станцій лінії:
- ст. «Рату» — 01:00
- ст. «Одівелаш» — 01:00

## Галерея зображень

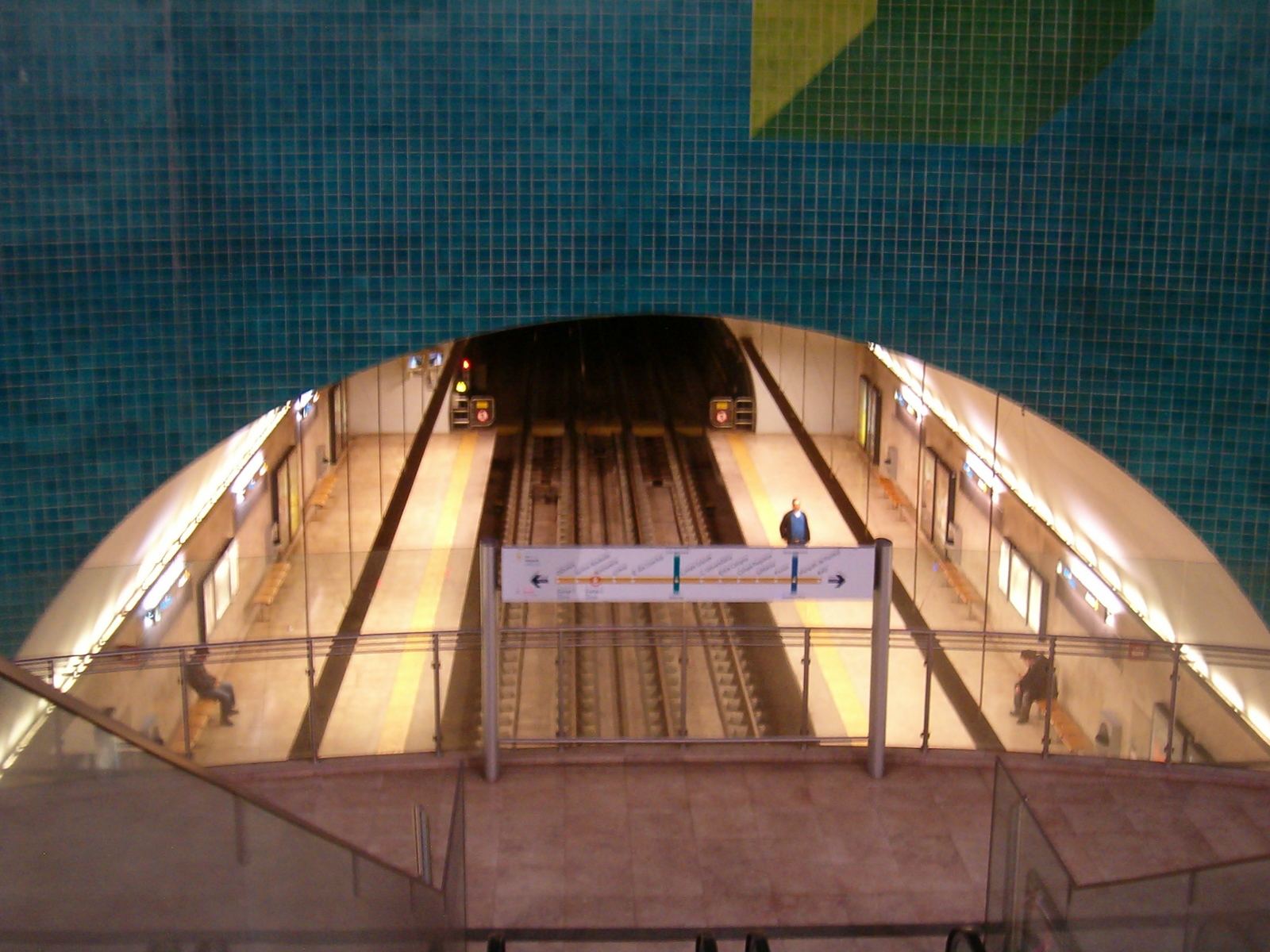
Вигляд згори на посадкові платформи
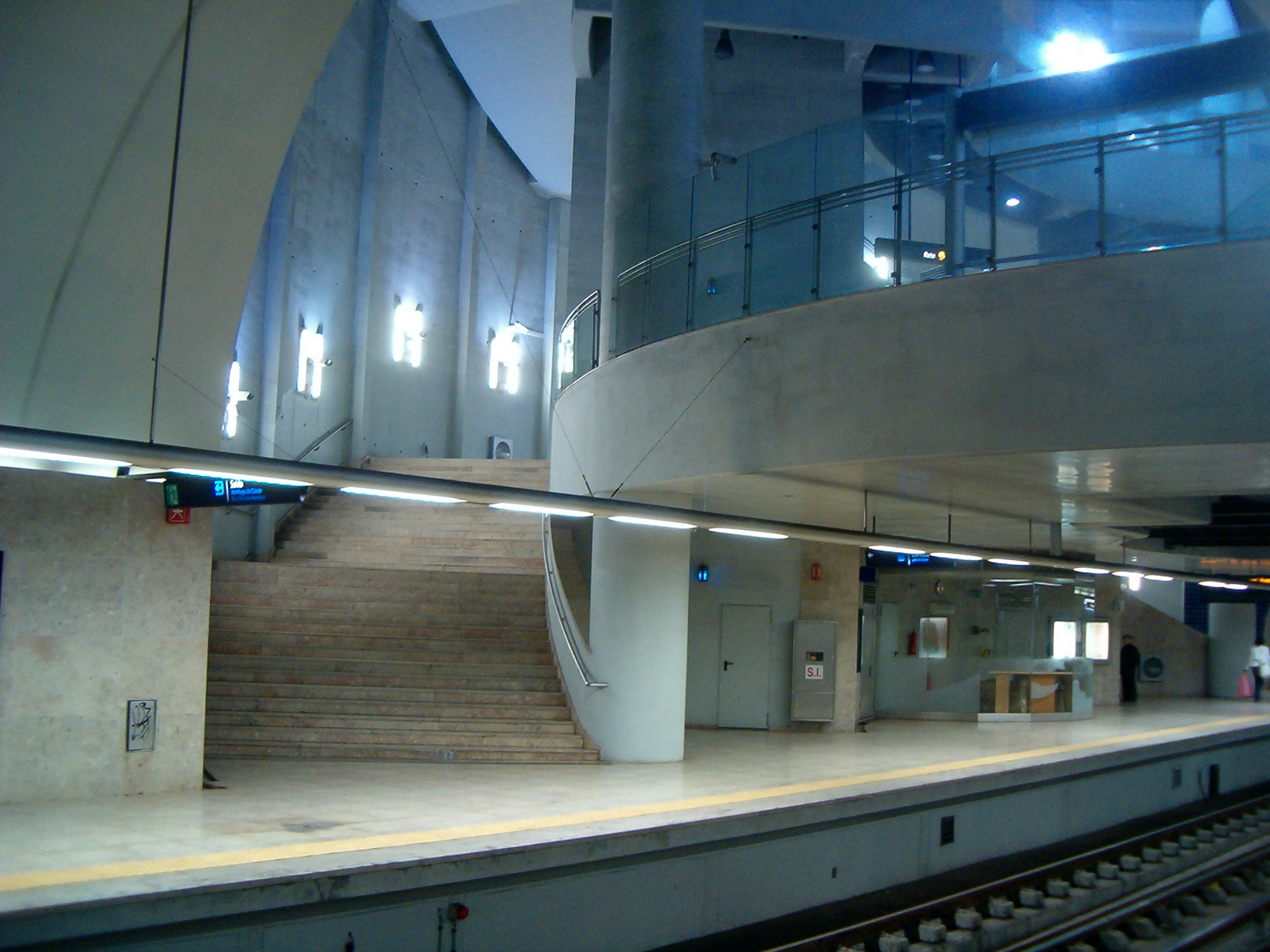
Сходи до посадкової платформи
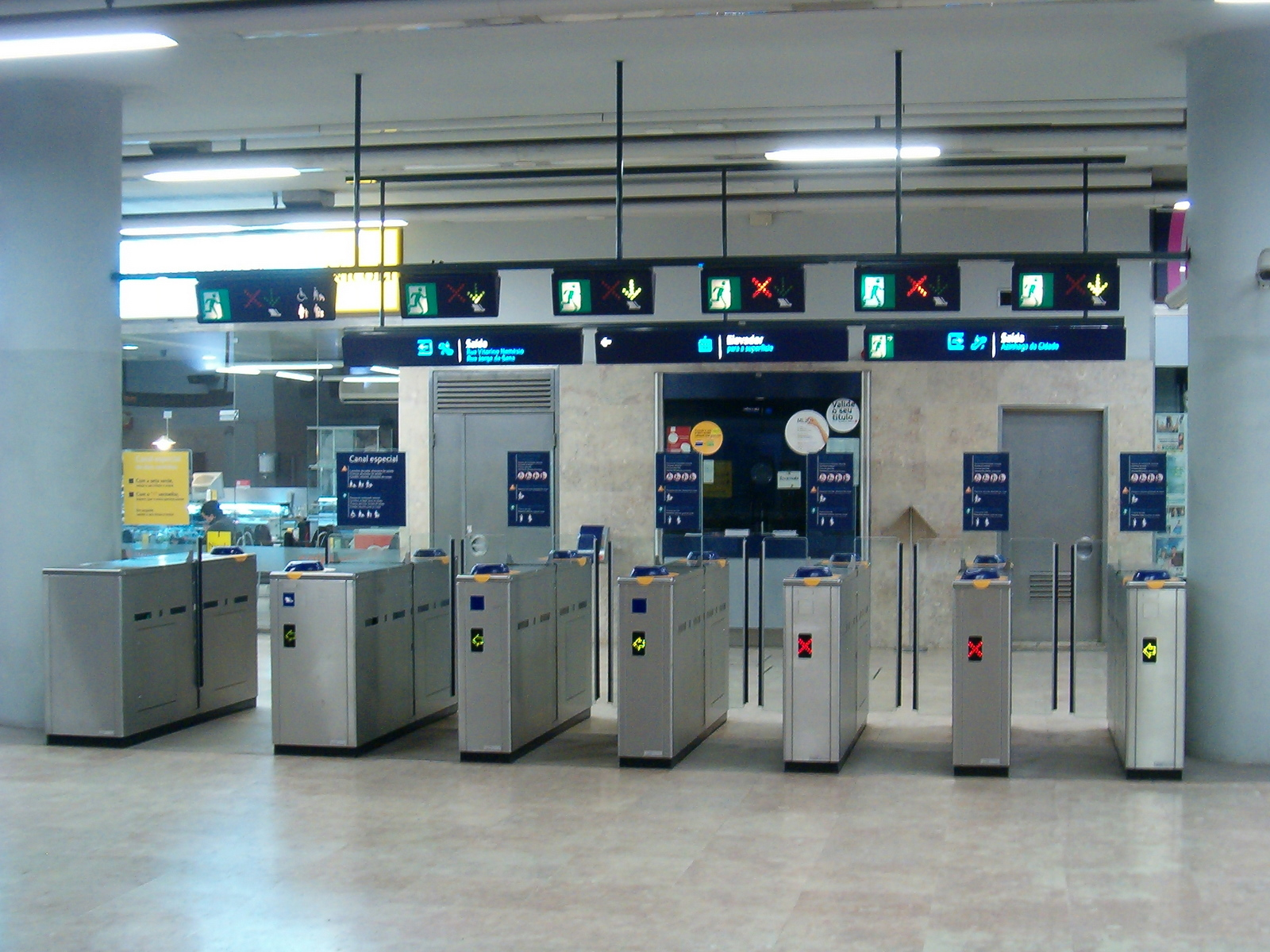
Пропускні турнікети
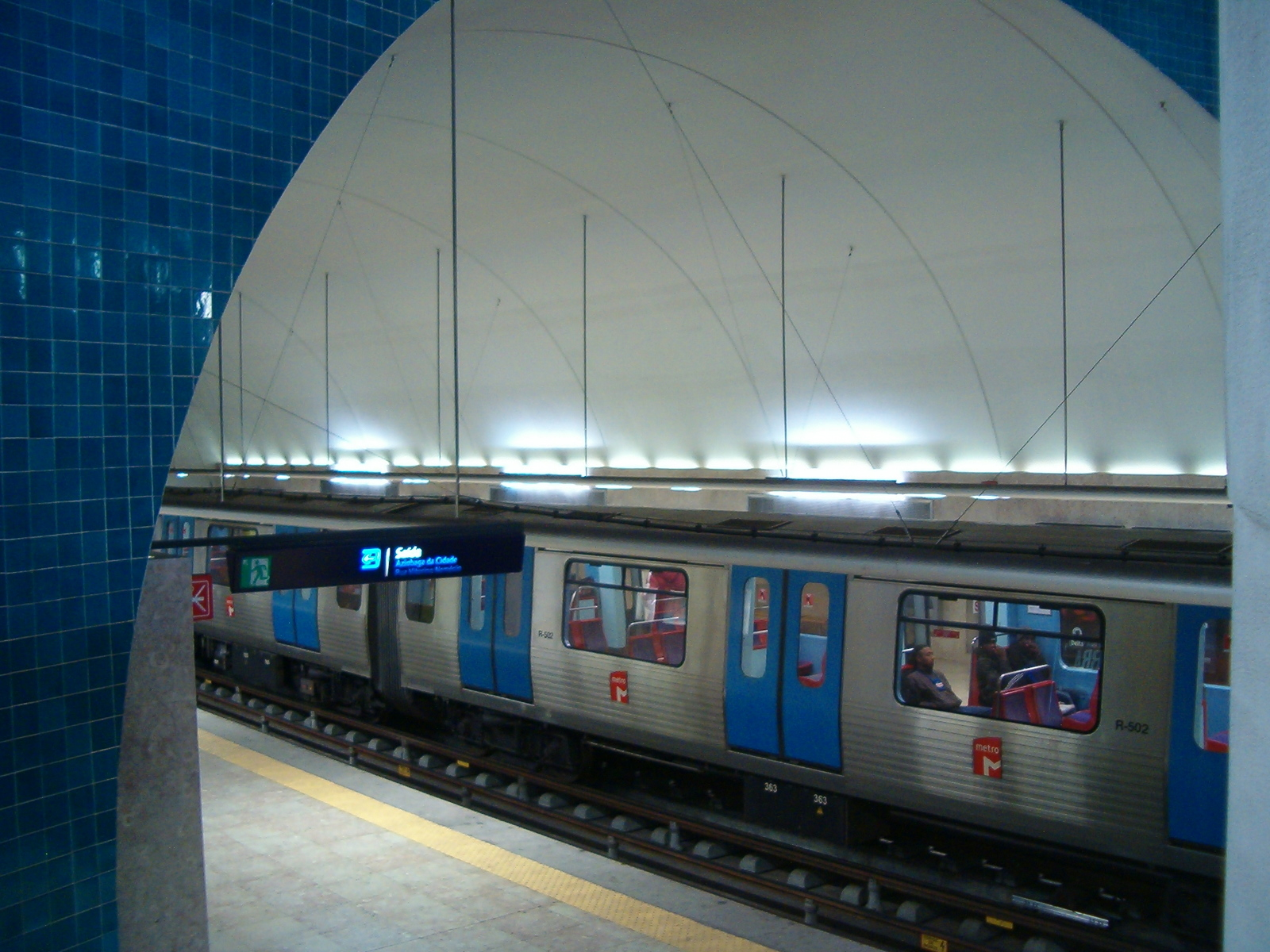
Зупинений поїзд на станції